# تونی مک‌ماهون
تونی مک‌ماهون (انگلیسی: Tony McMahon؛ زادهٔ ۲۴ مارس ۱۹۸۶) یک بازیکن فوتبال اهل بریتانیا است.